# Exitianus brevis
Exitianus brevis är en insektsart som beskrevs av Delong och Hershberger 1947. Exitianus brevis ingår i släktet Exitianus och familjen dvärgstritar. Inga underarter finns listade i Catalogue of Life.